# Halictus wjernicus
Halictus wjernicus is een vliesvleugelig insect uit de familie Halictidae. De wetenschappelijke naam van de soort is voor het eerst geldig gepubliceerd in 1936 door Blüthgen.